# Это не игра
«Это не игра́» — первый мини-альбом российской пауэр-метал группы «Гран-КуражЪ», который вышел на лейбле Metalism Records 20 июля 2014 года.

## Об альбоме
Мини-альбом, состоящий из четырёх композиций, был записан после ухода в «Арию» вокалиста Михаила Житнякова. На замену ему был взят Евгений Колчин, с которым было записано два макси-сингла. Кроме того, к коллективу присоединился второй гитарист Юрий Бобырев. Творчество группы в новом составе стали сравнивать с музыкой Rage периода Виктора Смольского.
Три из четырёх композиций — «Это не игра», «Пожелай мне» и «Дым стеной» — были изданы впервые; в записи последней принял участие приглашённый вокалист Андрей Кустарёв. Заключительная песня «Сердца в Атлантиде» представляла собой энергичную гитарную версию уже знакомой композиции, выпущенной ранее в симфонической аранжировке.

## Список композиций
Вся музыка написана Михаилом Бугаевым, кроме отмеченных.
| №                   | Название                    | Текст песни                                   | Музыка               | Длительность |
| ------------------- | --------------------------- | --------------------------------------------- | -------------------- | ------------ |
| 1.                  | «Это не игра»               | М. Бугаев, Е. Крамаров, П. Алиев, Е. Игнатова |                      | 4:03         |
| 2.                  | «Пожелай мне»               | М. Пушкина                                    | М. Бугаев, Е. Колчин | 4:11         |
| 3.                  | «Дым стоит стеною»          | М. Пушкина                                    |                      | 4:16         |
| 4.                  | «Сердца в Атлантиде» (2014) | М. Бугаев                                     |                      | 4:24         |
| Общая длительность: | Общая длительность:         | Общая длительность:                           | Общая длительность:  | 16:54        |

## Участники записи
Основной состав
- Евгений Колчин — вокал
- Михаил Бугаев — гитара, клавишные
- Юрий Бобырёв — гитара
- Павел Селеменев — бас-гитара
- Алексей Путилин — ударные

Приглашённые участники
- Андрей Кустарёв — вокал (3)
- Олег Слюсарь — клавишные (4)

Прочее
- Запись, сведение и мастеринг — SonicPlant Studio.
- Звукорежиссёры — Александр Меренков, Юрий Бобырёв.